# Полушкино (Костромская область)
Полушкино — деревня в Парфеньевском районе Костромской области.

## География
Находится в центральной части Костромской области приблизительно в 25 км по прямой на север-северо-восток от центра района села Парфеньево.

## История
Основана в 1675 году как починок Лукин. Позже в починок было переселено 9 крестьянских семей из села Матвеево и окрестных деревень. В 1780 году в Полушкине было 35 дворов. В период существования Костромской губернии деревня относилась к Кологривскому уезду. В 1872 году здесь был учтен 21 двор, в 1907 году —47. До 2021 года деревня входила в Матвеевское сельское поселение.

## Население
Постоянное население составляло 124 человека (1872 год), 271 (1897), 271 (1907), 3 в 2002 году (русские 100 %), 1 в 2022.